# Lothar Perlitt
Lothar Perlitt (* 2. Mai 1930 in Berlin; † 25. Oktober 2012 in Göttingen) war ein deutscher lutherischer Theologe.

## Leben und Wirken
1960 heiratete er Freda Gräfin Finck von Finckenstein (1925–2013), mit der er zwei Kinder hatte.
Lothar Perlitt wurde im Jahr 1962 mit einer forschungsgeschichtlichen Arbeit über Wilhelm Vatke und Julius Wellhausen zum Doktor der Evangelischen Theologie promoviert und war einige Jahre an der Kirchlichen Hochschule Berlin tätig.
Im Jahr 1969 habilitierte er sich an der Universität Heidelberg mit der Arbeit Bundestheologie im Alten Testament. Von 1975 bis zu seiner Emeritierung im Jahre 1995 hatte Perlitt eine Professur für Altes Testament an der Theologischen Fakultät der Universität Göttingen inne. In seiner Zeit in Göttingen fand ein bis heute nicht geklärter Anschlag auf sein Dienstzimmer an der Universität statt, bei dem zahlreiche Stiche großer Alttestamentler im Zimmer zerstört wurden.
Im Jahre 1980 übernahm er für 20 Jahre das Amt eines Abtes des Klosters Bursfelde, bis im Jahre 2000 Joachim Ringleben seine Nachfolge antrat. 1982 wurde er zum ordentlichen Mitglied der Akademie der Wissenschaften zu Göttingen gewählt.
Neben forschungsgeschichtlichen Interessen bildet das Deuteronomium den Schwerpunkt von Perlitts exegetischer Arbeit. Darüber hinaus hat er die Propheten Nahum, Habakuk und Zefanja für die Reihe „Altes Testament Deutsch“ neu kommentiert. Abgesehen von Facharbeiten im engeren Sinne ist Perlitt an Fragen im Umkreis von Religion und Literatur interessiert, vor allem am Werk von Gottfried Benn, zu dem er sich auch in kleineren Beiträgen geäußert hat.
Er war lange Jahre Mitherausgeber der Kommentarreihe Altes Testament Deutsch sowie der Rezensionszeitschrift Theologische Rundschau. Perlitt war Ehrendoktor der Universität Helsinki.

## Schriften
a) eigene Arbeiten
- Vatke und Wellhausen. Geschichtsphilosophische Voraussetzungen und historiographische Motive für die Darstellung der Religion und Geschichte Israels durch Wilhelm Vatke und Julius Wellhausen. In: Beihefte zur Zeitschrift für die Alttestamentliche Wissenschaft. 94, Berlin 1965, OCLC 610696550.
- Bundestheologie im Alten Testament. Neukirchener Verlag, Neukirchen-Vluyn 1969, Reihe: Wissenschaftliche Monographien zum Alten und Neuen Testament. Band 36, zugleich Habilitationsschrift Universität Heidelberg, ISBN 3-7887-0002-5.
- Der Vater im Alten Testament. In: Hubertus Tellenbach (Hrsg.): Das Vaterbild in Mythos und Geschichte: Ägypten, Griechenland, Altes Testament, Neues Testament. Kohlhammer Verlag, Mainz 1976, ISBN 3-17-002645-3, S. 50–101.
- Deuteronomium-Studien. In: FAT. 8, Tübingen 1994.
- Allein mit dem Wort. In: H. Spieckermann (Hrsg.): Theologische Studien. Vandenhoeck & Ruprecht, Göttingen 1995, ISBN 3-525-53634-8 (Zum 65. Geburtstag).
- Deuteronomium. In: BK. V, 6 Lieferungen, Neukirchen-Vluyn 1990–2011. (unabgeschlossen)
- Luthers Deuteronomium-Auslegung. In: Chr. Bultmann, u. a. (Hrsg.): Vergegenwärtigung des Alten Testaments. Beiträge zur biblischen Hermeneutik. Festschrift für R. Smend zum 70. Geburtstag. Göttingen 2002, ISBN 3-525-53621-6, S. 211–225.
- Händels Saul: Text und Quelle. In: U. Konrad,u. a. (Hrsg.): Musikalische Quellen – Quellen zur Musikgeschichte. Festschrift für M. Staehelin zum 65. Geburtstag. Göttingen 2002, ISBN 3-525-27820-9, S. 287–298.
- Die Propheten Nahum, Habakuk, Zephanja (= Das Alte Testament deutsch. Teilband 25,1). Vandenhoeck und Ruprecht, Göttingen 2004, ISBN 3-525-51228-7.

b) als Herausgeber
- mit Joachim Jeremias: Die Botschaft und die Boten. Festschrift für H. W. Wolff zum 70. Geburtstag, Neukirchen-Vluyn 1981.
- 900 Jahre Kloster Bursfelde. Reden und Vorträge zum Jubiläum 1993, Göttingen 1994.